# Stichting Dutch Art Works
De Stichting Dutch Art Works was van 2005 tot vermoedelijk 2011 of 2012 een stichting die een beeldende kunstverzameling beheerde, bestaande uit werk van Nederlandse kunstenaars. Dit werd geschonken of voor een klein bedrag beschikbaar gesteld aan buitenlandse musea. Het doel was om Nederlandse kunstenaars meer internationale bekendheid te bezorgen.

## Geschiedenis
De stichting werd opgericht op 27 januari 2005. In de eerste drie jaar werd het jaarbudget van € 400.000 opgebracht door de BankGiro Loterij, maar dat bedrijf stopte daarmee omdat het met deze sponsoring niet meer loten verkocht. De Mondriaan Stichting – die zich ook bezighield met de internationalisering van de Nederlandse kunstwereld – had interesse in samenwerking, maar geen budget. Daarna is er subsidie geweest van de Nederlandse rijksoverheid, maar in 2011 maakte staatssecretaris Zijlstra bekend deze te zullen stoppen.

De stichting werd geadviseerd door de kunstkenner Rudi Fuchs. Hij stelde:
Europese landen hebben op dit ogenblik de neiging om zich op zichzelf terug te trekken. Alle musea verdedigen het werk van hun nationale kunstenaars. Nochtans wint dit werk aan betekenis door het te vergelijken met kunst uit andere landen. In Europa gaat het niet om het afbakenen, maar om het verstrengelen van culturen. Alzo ondersteunen wij de Nederlandse kunst en tegelijk verrijken wij de buitenlandse musea. Sommige uitstekende kunstenaars zijn ten onrechte nauwelijks bekend buiten hun eigen land.
Een criterium bij selectie was dat dat het kunstwerk moest passen in de omgeving waarin het terechtkwam. Werken van Co Westerik die geschonken werden aan het Koninklijk Museum voor Schone Kunsten Antwerpen sloten volgens Fuchs aan bij het realisme van Valerius De Saedeleer of Gustave Van de Woestijne, waardoor men een nieuwe blik op de traditie kon werpen.
In 2007 presenteerde het Gemeentemuseum Den Haag werken van vijf Nederlandse kunstenaars die een plaats kregen in de vaste collectie van toonaangevende Europese musea.

## Enkele schenkingen
- Een werk van Robert Zandvliet voor het Kunstmuseum Bonn, Duitsland (2005)
- Vijf foto's van Rineke Dijkstra voor het museum Louisiana bij Kopenhagen, Denemarken (2006)
- Twee werken van Marlene Dumas voor Tate Modern in Londen, Verenigd Koninkrijk (2006)
- Een drieluik uit de Regenboogserie van Jan Andriesse voor het Museum Kurhaus Kleef, Duitsland (2007)
- Een foto van Jan Dibbets voor het Musée National d' Art Moderne in het Centre Pompidou in Parijs, Frankrijk (2007)
- Een werk van Han Schuil voor het Koninklijke Musea voor Schone Kunsten van België in Brussel, België (2007)
- Een werk van Toon Verhoef voor het Kunstmuseum Bonn, Duitsland (2007)
- Installatie van Marijke van Warmerdam voor het Castello di Rivoli Museum in Turijn, Italië (2007)
- Een werk van Job Koelewijn voor het M HKA in Antwerpen, België (2008)
- Twee schilderijen van Co Westerik voor het Koninklijk Museum voor Schone Kunsten in Antwerpen, België (2008)
- Drie fotografische installaties van Marijke van Warmerdam voor het Horsens Kunstmuseum in Horsens, Denemarken